# Apostolska nunciatura v Mehiki
Apostolska nunciatura v Mehiki je diplomatsko prestavništvo (veleposlaništvo) Svetega sedeža v Mehiki, ki ima sedež v Mexicu; ustanovljena je bila leta 1904.
Trenutni apostolski nuncij je Christophe Pierre.

## Seznam apostolskih nuncijev
- Pier Francesco Meglia (1. oktober 1864–26. oktober 1866)
- Domenico Serafini (6. januar 1904–2. marec 1912)
- Tommaso Pio Boggiani (10. januar 1912]] - ?)
- Pietro Benedetti (10. marec 1921–22. julij 1921)
- Ernesto Eugenio Filippi (22. julij 1921–31. marec 1923)
- George Joseph Caruana (22. december 1925–8. maj 1927)
- Guglielmo Piani (1951–27. september 1956)
- Luigi Raimondi (15. december 1956–30. junij 1967)
- Guido Del Mestri (9. september 1967–20. junij 1970)
- Carlo Martini (6. julij 1970–2. junij 1973)
- Mario Pio Gaspari (6. junij 1973–16. november 1977)
- Sotero Sanz Villalba (24. november 1977–17. januar 1978)
- Girolamo Prigione (7. februar 1978–2. april 1997)
- Justo Mullor García (2. april 1997–11. februar 2000)
- Leonardo Sandri (1. marec 2000–16. september 2000)
- Giuseppe Bertello (27. december 2000–11. januar 2007)
- Christophe Pierre (22. marec 2007–danes)